# Huradiplosis surinamensis
Huradiplosis surinamensis är en tvåvingeart som beskrevs av Nijveldt 1968. Huradiplosis surinamensis ingår i släktet Huradiplosis och familjen gallmyggor.
Artens utbredningsområde är Surinam. Inga underarter finns listade i Catalogue of Life.